# Carsten Ball
Carsten Ball (ur. 20 czerwca 1987 w Newport Beach) – australijski tenisista, reprezentant w Pucharze Davisa.

## Kariera tenisowa
Zawodowym tenisistą był w latach 2005–2016.
Pierwsze sukcesy jako zawodowiec odniósł w sezonie 2007, wygrywając dwa turnieje z serii ITF Men's Circuit (F19 w USA oraz F22 w USA). W 2008 roku wygrał rozgrywki tej samej kategorii w Shingle Springs, a w 2009 roku w Nowej Zelandii (F2) oraz Sacramento (F13). Tegoż samego roku doszedł do finału turnieju rangi ATP World Tour w Los Angeles, przechodząc najpierw przez eliminacje. Mecz o tytuł przegrał z Samem Querreyem 4:6, 6:3, 1:6. W kolejnych miesiącach, w grze pojedynczej, zakwalifikował się do US Open i osiągnął II rundę turnieju głównego, natomiast w deblu ćwierćfinał. Spotkanie półfinałowe przegrał z Bobem i Mikiem Bryanami. Partnerem Balla był Chris Guccione. Na początku lipca 2010 roku wygrał deblowe rozgrywki z cyklu ATP World Tour, na nawierzchni trawiastej, w Newport. Partnerem deblowym Balla był Guccione, a w finale pokonał debel Santiago González–Travis Rettenmaier 6:3, 6:4.
W roku 2008 zadebiutował w reprezentacji w Pucharze Davisa, podczas play-offów z zespołem Chile o awans do grupy światowej, w której gra szesnaście najlepszych drużyn. Australijczycy przegrali rywalizację 2:3, a Ball przyczynił się do zdobycia dla zespołu dwóch punktów wygrywając mecz singlowy z Paulem Capdeville oraz pojedynek deblowy z Fernando Gonzálezem i Nicolásem Massú (wspólnie z Chrisem Guccione).
Najwyżej sklasyfikowany w rankingu singlistów był 26 lipca 2010 roku na 108. miejscu, z kolei w zestawieniu deblistów na 54. pozycji (październik 2009).

### Finały w turniejach ATP World Tour
| Legenda                                      |
| -------------------------------------------- |
| Wielki Szlem                                 |
| Igrzyska olimpijskie                         |
| Tennis Masters Cup / ATP Finals              |
| ATP Masters Series / ATP Tour Masters 1000   |
| ATP International Series Gold / ATP Tour 500 |
| ATP International Series / ATP Tour 250      |

#### Gra pojedyncza (0–1)
| Końcowy wynik | Nr | Data            | Turniej     | Nawierzchnia | Przeciwnik  | Wynik finału  |
| ------------- | -- | --------------- | ----------- | ------------ | ----------- | ------------- |
| Finalista     | 1. | 2 sierpnia 2009 | Los Angeles | Twarda       | Sam Querrey | 4:6, 6:3, 1:6 |

#### Gra podwójna (1–0)
| Końcowy wynik | Nr | Data          | Turniej | Nawierzchnia | Partner        | Przeciwnicy                          | Wynik finału |
| ------------- | -- | ------------- | ------- | ------------ | -------------- | ------------------------------------ | ------------ |
| Zwycięzca     | 1. | 11 lipca 2010 | Newport | Trawiasta    | Chris Guccione | Santiago González Travis Rettenmaier | 6:3, 6:4     |